# دولة اليعاربة
دَوْلَةُ الْيَعَارِبَة (1624-1741م / 1033-1153 هـ) قوة  ثالاسوقراطية أسسها المؤيّدُ اليعربيُّ ناصرُ بن مرشد بن مالك بن أبي العرب، من ولَد نصر بن زهران اليعربي وهو من قبيلة اليعاربة التي هاجرت من اليمن. شملت دولة اليعاربة سلطنة عمان حاليًا وسيطرت على أجزاء من الخليج منها مايعرف الآن بدولة الإمارات العربية المتحدة ودولة قطر وامتدت لتشمل شرق أفريقيا، وجزء من فارس وعاصمتها ولاية الرستاق، وذلك بعد القضاء على دولة بني نبهان، ودامت قرابة 117 عاماً. تميزت الفترة الأولى لدولة اليعاربة باعتماد المنهج الإسلامي، حيث ألغيت الضرائب واعتمدت الزكاة مكانها.

## سبب التأسيس
بسبب الاضطرابات الداخلية والاحتلال البرتغالي وقيام الإمارات والانقسامات الداخلية في البلاد، اجتمع أهل الحل والعقد في الرستاق، واختاروا «ناصر بن مرشد اليعربي» إماماً على عمان عام 1624م، وبذلك قامت دولة اليعاربة. فقد قام الإمام ناصر بن مرشد بتوحيد البلاد بمحاربة البرتغاليين إلى عام 1649 ومن أهم إنجازاته تحرير جلفار (رأس الخيمة) 1633م. بعد الإمام ناصر تولى الإمام سلطان بن سيف الأول الإمامة خلال الفترة 1649-1669م وخلال فترة حكمه قام بطرد البرتغاليين نهائياً من سلطنة عمان.

## نسب آل يَعْرِب
ينسبُ اليَعارِبَةُ إلى 
- نصر بن زهران بن كعب بن الحارث بن كعب بن عبد الله بن مالك بن نصر بن الأزد بن الغوث بن نبت بن مالك بن زيد بن كهلان بن سبأ بن يشجب بن يعرب بن قحطان.[3][4][5] [2]

## مؤسسها
مؤسسها ناصر بن مرشد بويع بالإمامة الإباضية سنة 1624م، حيث بنى أسطولا بحريا ضخما مكنه من الانتصار على القوات البرتغالية، وأخرج الفرس من رأس الخيمة.
قام خميس بن سعيد الشقصي بجمع علماء الإباضية وأعطى البيعة بالإمامة لناصر بن مرشد، عارضت الكثير من القبائل والمدن العمانية هذا الأمر بل أن قسم من أسرة ناصر بن مرشد نفسه عارض ذلك، قام ناصر بعدها بمحاولة توحيد البلاد إذ كانت البلاد مقسمة بين خمس قوى، مبتدئا بأسرته التي كانت تحكم نخل والرستاق، حيث طرد ابن عمه مالك بن أبي العرب من قلعة الرستاق، وتفرغ بعدها لناصر بن قطن، حيث كان يسيطر على الظاهرة، ونجح في السيطرة على المدن الداخلية، بينما كانت المدن الساحلية في يد البرتغاليين.

## دولة اليعاربة و الإمام صابر بن حليس
هو الإمام صابر بن حليس النقبي اليعربي ولد سنة 1650م في مكان يقال عنه وادي الطاين، وأغلب القاطنين هناك من بني عرابة في المناطق الداخلية لعمان، ولديه عدة أبناء كانوا يرتحلون معه وعدة زوجات وقد توفى في رأس الخيمة، وهو ابن عم الإمام الأرشد ناصر بن مرشد مؤسس الدولة اليعربية في عُمان، وهو ابن عمة الإمام سلطان بن سيف، ثاني الأئمة من دولة اليعاربة، الذي تولى الإمامة سنة 1051هـ / 1640م، ومات على أرجح الأقوال سنة 1091هـ / 1680م، وقد أرسل ابن عمته صابر إلى سواحل خورفكان للدفاع عنها ضد الغزو البرتغالي، وكان قائد الغزوة البرتغالي في ذلك الوقت القائد البرتغالي كليبر الذي اشتهر بحنكته القتالية في البحر، وفشل صابر في التصدي للسفن البرتغالية، وقد توفي في خورفكان سنة 1701م وترك أبناءه حيث تزوج من رأس الخيمة، وخلف ابنه حليس وجابر وسلطان وسيف وقد توفي حليس وترك ابنائيه الثلاثة وبناته مفتاح وشنون وسالم الذي كان يشتهر بسلوم بذاك الوقت وشنون هو مربي ومدرب الشيخ صقر بن محمد القاسمي حاكم إمارة راس الخيمة، وكانوا يتصدون للقراصنة الذين يسرقون وينهبون القوافل التي تغادر من خورفكان إلى دبا ورأس الخيمة والشارقة، وكانت هناك عدة غزوات بين القواسم والشرقيين، وقد مات مفتاح في عمان وشنون في رأس الخيمة، وعاش سالم الملقب بسلوم عند الشيخ خالد بن محمد القاسمي الذي قتل على يد ابن عمه ليرث الحكم وتوفي آخر أبناء حليس خورفكان سنة 1993م

## أئمة دولة اليعاربة
1. الإمام ناصر بن مرشد بن مالك بن أبي العرب اليعربي 1624 - 1649 مؤسس دولة اليعاربة الذين يرجعون لبني نبهان نسبا فهم عائلة من بني نبهان هاجروا من اليمن. وهنا نرى من هم بني نبهان أصلا، فقد أنشأ جيشاً قوياً، فوحد البلاد، وبدأ بمحاربة البرتغاليين.
2. الإمام سلطان الأول بن سيف بن مالك بن أبي العرب اليعربي 1649 - 1680 طرد البرتغاليين من عمان ومنطقة الخليج، وعمل على بناء أسطول بحري لمحاربتهم في البحر.
3. الإمام بلعرب بن الإمام سلطان الأول بن سيف بن مالك بن أبي العرب اليعربي 1680 - 1692 استمر بعد والده في سياسة البناء والإعمار، فاستصلح الأراضي، وقام ببناء حصن جبرين.
4. الإمام سيف الأول (قيد الأرض) بن الإمام سلطان الأول بن سيف بن مالك بن أبي العرب اليعربي 1692 - 1711 عمل على تقوية الأسطول والجيش، وتابع سياسة مقاومة البرتغاليين في شرقي أفريقيا والهند.
5. الإمام سلطان الثاني بن الإمام سيف الأول (قيد الأرض) بن الإمام سلطان الأول بن سيف بن مالك بن أبي العرب اليعربي 1711 - 1718 تطور الأسطول في عهده، وتمكن من إعادة السيادة العمانية على مياه الخليج والمحيط الهندي.
6. الإمام سيف الثاني بن الإمام سلطان الثاني بن الإمام سيف الأول (قيد الأرض) بن الإمام سلطان الأول بن سيف بن مالك بن أبي العرب اليعربي 1728 بدأ ضعف الدولة في عهده نتيجة للخلافات الداخلية، مما فتح المجال للتدخل الأجنبي في شؤون البلاد.[8] - [9]
7. الإمام مهنا بن سلطان بن ماجد بن مبارك بن بلعرب اليعربي.
8. الإمام يعرب بن الإمام بلعرب بن الإمام سلطان الأول بن سيف بن مالك بن أبي العرب اليعربي.
9. الإمام بلعرب بن حَمْيَر بن الإمام سلطان الأول بن سيف بن مالك بن أبي العرب اليعربي.
10. سلطان بن مرشد اليعربي 1738-1740 تمكن من القضاء على الفتن الداخلية، واتخذ الرستاق عاصمة له، نجح في رد الهجوم الفارسي على صحار. انتهت دولة اليعاربة بعد وفاته، وأجمع أصحاب الحل والعقد بعدها في عمان على مبايعة والي صحار آنذاك (أحمد بن سعيد) إماماً على عمان.

## علاقة اليعاربة مع الفرس
أزاح الإمام ناصر بن مرشد الحاكم الفارسي من جلفار سنة 1625، وضم ذلك الميناء إلى ممتلكاته. عمل المسؤولون الفرس مع شركة الهند الشرقية البريطانية سنة 1657 العمل المشترك ضد مسقط بوضع سفنها تحت تصرف الفرس مقابل إغراءات مالية، ولكن الشركة تهربت من الاستجابة لذلك الطلب حرصاً على حسن علاقتها مع اليعاربة وخوفاً من أن يؤدي وقوفها إلى جانب الصفويين إلى تعرض أسطول اليعاربة لمصالحها التجارية، قررت الحكومية الفارسية اللجوء إلى فرنسا لعلها توفر لها المساعدة المطلوبة، فاقترحت على باريس عن طريق المبعوث البابوي الذي زار أصفهان سنة 1699 القيام بحملة مشتركة على مسقط تقوم خلالها السفن الفرنسية بنقل القوات الفارسية، وتحصل فرنسا مقابل ذلك على نصف عوائد جمرك مسقط وحرية التجارة مع فارس وإعفاء من دفع الرسوم الجمركية في الموانئ الفارسية، لكن الحكومة الفرنسية لم تستجب للطلب لأنه يتطلب إعداد قوة كبيرة ونفقات باهظة، لكن بسبب استئناف السفن العمانية الغارات على فارس سنة 1707 جعل فارس تفاتح فرنسا مجدداً بحشد قواتها للقيام بحملة مشتركة ضد مسقط مقابل حصولها على نصف الغنائم الناجمة عن ذلك الغزو، وترتب على ذلك عقد معاهدة سنة 1708م 

## علاقات اليعاربة مع الإنجليز والهولنديين

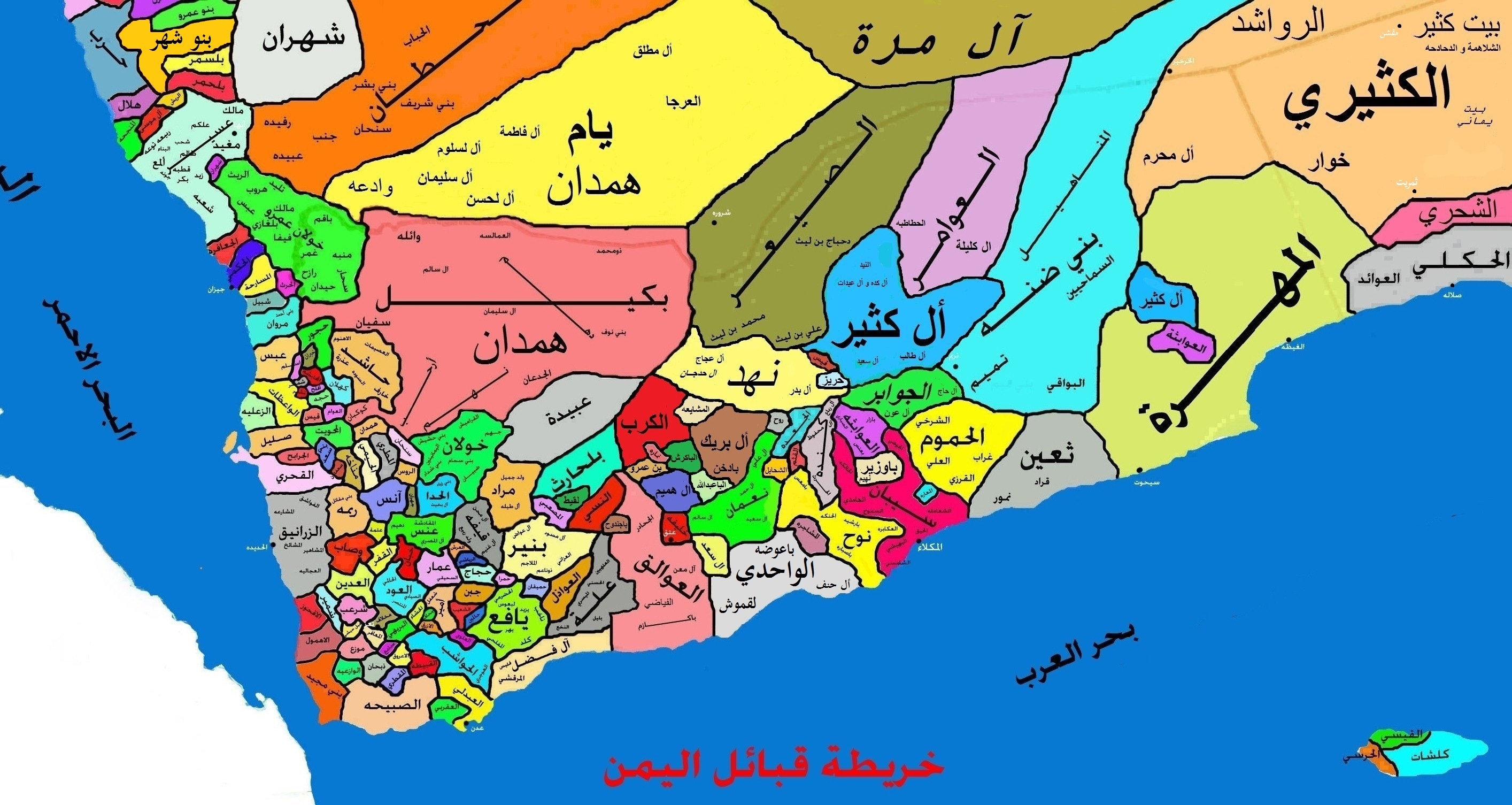
خريطة قبائل جنوب الجزيرة العربية واليمن وظفار وتبين توقف توسع اليعاربة عند حدود قبيلة المهرة.

حرصت شركة الهند الشرقية البريطانية على إظهار حرص واضح لكسب ود اليعاربة التي أسفرت عن توقيع معاهدة مع الإمام الأول ناصر بن مرشد، أعطت الشركة حق التجارة في مسقط ثم تطورت العلاقة مع منح الشركة إحدى القلاع في مسقط مقابل تقاسم الإيرادات الجمركية في مسقط بين الإمام سلطان الأول سنة 1659 وبين الشركة.
وقد سيطرت السلطنة الكثيرية أو قبيلة الكثيري على حضرموت عام 1654م مما جعلهم في مواجهة السلطان سلطان بن سيف اليعربي سلطان سلطنة اليعاربة في عُمان مما أدى لاضطراب الأوضاع على البحر وتوقف توسع اليعاربة في اليمن عند المهرة فقط في مدينة قشن في محافظة المهرة.
أما علاقة اليعاربة مع الهولنديين فودية منذ البداية، حيث تعاطف الهولنديون مع جهود اليعاربة لطرد البرتغاليين من الساحة الخليجية لأن ذلك ينسجم مع سعيهم للهيمنة على التجارة هناك، وحرص الهولنديون على تنشيط تجارتهم في عمان، وتطور ذلك سنة 1672م بتعيين وكيل مقيم في مسقط، لكن أعمال الشركة لم تزدهر بما فيه الكفاية مما جعل الشركة الهولندية تقرر إغلاقها سنة 1675.

## الحرب مع البرتغاليين
استطاع ناصر بن مرشد أن يطرد البرتغاليين من كل أنحاء عمان باستثناء المناطق المحصنة مثل مسقط ومطرح وصحار.
بدأ في الأربعينيات من القرن السابع عشر الميلادي / الحادي عشر الهجري في مهاجمة الحاميات البرتغالية في الساحل حيث تمكن من تحرير جلفار، وصور وصحار وفرض حصار على مسقط في عام 1053 هـ / 1643 حتى أجبر البرتغاليين على توقيع اتفاق ينص على فرض الجزية على البرتغاليين مقابل الاحتفاظ بمسقط. إلا أن مسقط لم تسقط بيد دولة اليعاربة إلا في عهد الإمام سيف بن سلطان سنة 1650. في عام 1645 اتفق مع الإنجليز منافسي البرتغاليين على أستعمال موانيء صحار والسيب بصورة حصرية قاطعا طريق التجارة على البرتغاليين، حيث وقع معه فيليب وايلد ممثل شركة الهند الشرقية الإنجليزية عقدا بذلك.
في سنة 1648م، قام بمهاجمة مسقط مرة ثانية مما اضطر دوم جولياو نورونا القائد العام في مسقط أن يدفع الجزية لليعاربة، وأن يعفي السفن العمانية من التفتيش عند الإبحار للخارج بشرط حصولها على تراخيص برتغالية لرحلة العودة، وشملت الاتفاقية العمانيين الذين كانوا داخل مسقط نفسها حيث تم إعفائهم من جميع الرسوم والضرائب للبرتغال.

## نهاية دولة اليعاربة
انتهت دولة اليعاربة عام 1154 هـ/ 1741م
بظهور أحمد بن سعيد وتأسيس الدولة البوسعيدية.

## مقالات ذات صلة
- تاريخ عمان

1. ↑  دولة اليعاربة عمان وشرق أفريقيا 1624-1741، دار القدس للعلوم وللطباعة والنشر والتوزيع، نشر في  1975 نسخة محفوظة 07 نوفمبر 2017 على موقع واي باك مشين.